# Bradytriton silus
Bradytriton silus là một loài kỳ giông trong họ Plethodontidae. Chúng là loài đặc hữu của Guatemala và là đại diện duy nhất của chi Bradytriton.
Môi trường sống tự nhiên của chúng là các khu rừng vùng núi ẩm nhiệt đới hoặc cận nhiệt đới. Loài này đang bị xếp vào phân loại bị đe dọa hoặc tuyệt chủng do mất môi trường sống.